# Île-Tudy
Île-Tudy település Franciaországban, Finistère megyében. Lakosainak száma 745 fő (2022. január 1.). Île-Tudy Combrit községgel határos.

## Népesség
A település népességének változása:
| Lakosok száma | 634  | 552  | 518  | 679  | 742  | 745  | 741  | 733  | 737  | 745  |
|               | 1968 | 1982 | 1990 | 2006 | 2013 | 2015 | 2017 | 2019 | 2020 | 2022 |